# Békéscsaba 1912 Előre SE
El Békéscsaba 1912 Előre SE és un club de futbol hongarès de la ciutat de Békéscsaba.

## Història
El club va ser fundat l'any 1912 i els seus colors són el lila i el blanc. El seu major triomf arribà el 1988, quan guanyà la Copa hongaresa, derrotant el Budapest Honvéd FC 3-2 a la final. Fins a la temporada 2004-05 havia disputat 25 temporades a primera divisió hongaresa.
Evolució del nom:
- 1912-1934: Békéscsabai Előre MTE
- 1934-1945: Békéscsabai Törekvés SE
- 1946-1948: Békéscsabai Előre MTE
- 1948-1950: Békéscsabai Szakszervezeti SE
- 1951-1957: Békéscsabai Építők
- 1957-1963: Békéscsabai Előre Építők SK
- 1963-1970: Békéscsabai Előre SC
- 1970-1991: Békéscsabai Előre Spartacus SC
- 1991-1999: Békéscsabai Előre FC
- 1999-2005: Előre FC Békéscsaba
- 2005-2008: Békéscsabai 1912 Előre SE
- 2008-2012: Békéscsaba 1912 Frühwald Előre SE
- 2012-avui: Békéscsabai 1912 Előre SE

## Palmarès
- Copa d'Hongria: 
  - 1987-88